# M163 VADS
Pour les articles homonymes, voir Vulcan.
Le Vulcan Air Defense System (VADS) est un véhicule d'artillerie sol-air (canon antiaérien autopropulsé) de l'armée des États-Unis employé en support du véhicule lance-missiles MIM-72 Chaparral. Il est connu également comme M163.

## Historique
Le canon M163 est une variante du canon standard 20 mm M61 Vulcan de General Dynamics installé sur les avions de combat américains depuis les années 1960. Le VADS a un équipage de quatre personnes et emporte 2 100 obus de 20 mm. Le M163 avait une portée assez limitée dès le départ. Son obus de 20 × 102 mm d'origine lui donnait une portée pratique de seulement 1 200 mètres, et sa charge de défense aérienne standard des obus HEI-T s'autodétruirait à environ 1 800 mètres.
Il subit dans les années 1970 et 1980 plusieurs améliorations. À partir de 1984, il reçoit de nouvelles munitions qui augmentent la portée antiaérienne efficace maximale de 1 600 à 2 600 mètres.
Il est principalement monté sur le blindé M113 et entre en service en 1968. Il est retiré du service en 1994 aux États-Unis pour être remplacé par les plus performants Avenger et Bradley. 
Israël présente en 1997 une version améliorée nommée Machbet entrant en service en 1998 équipée d'un radar EL/M-2106 (en) et armée également de quatre missiles Stinger.
Dans les années 2010, il est utilisé entre autres par la Corée du Sud et l’Égypte.

## Galerie d'images

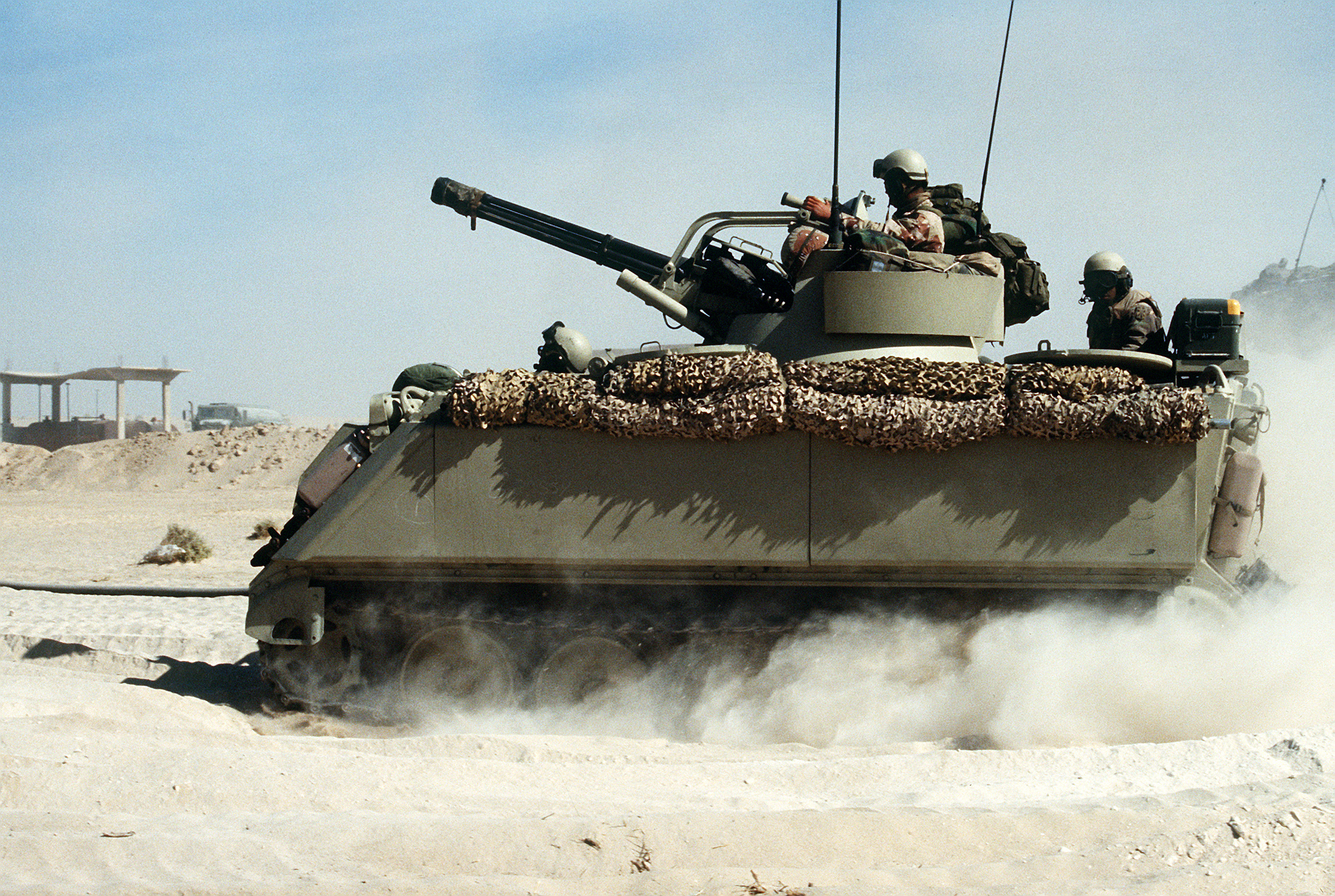
Un M163 VADS américain pendant la première guerre du Golfe
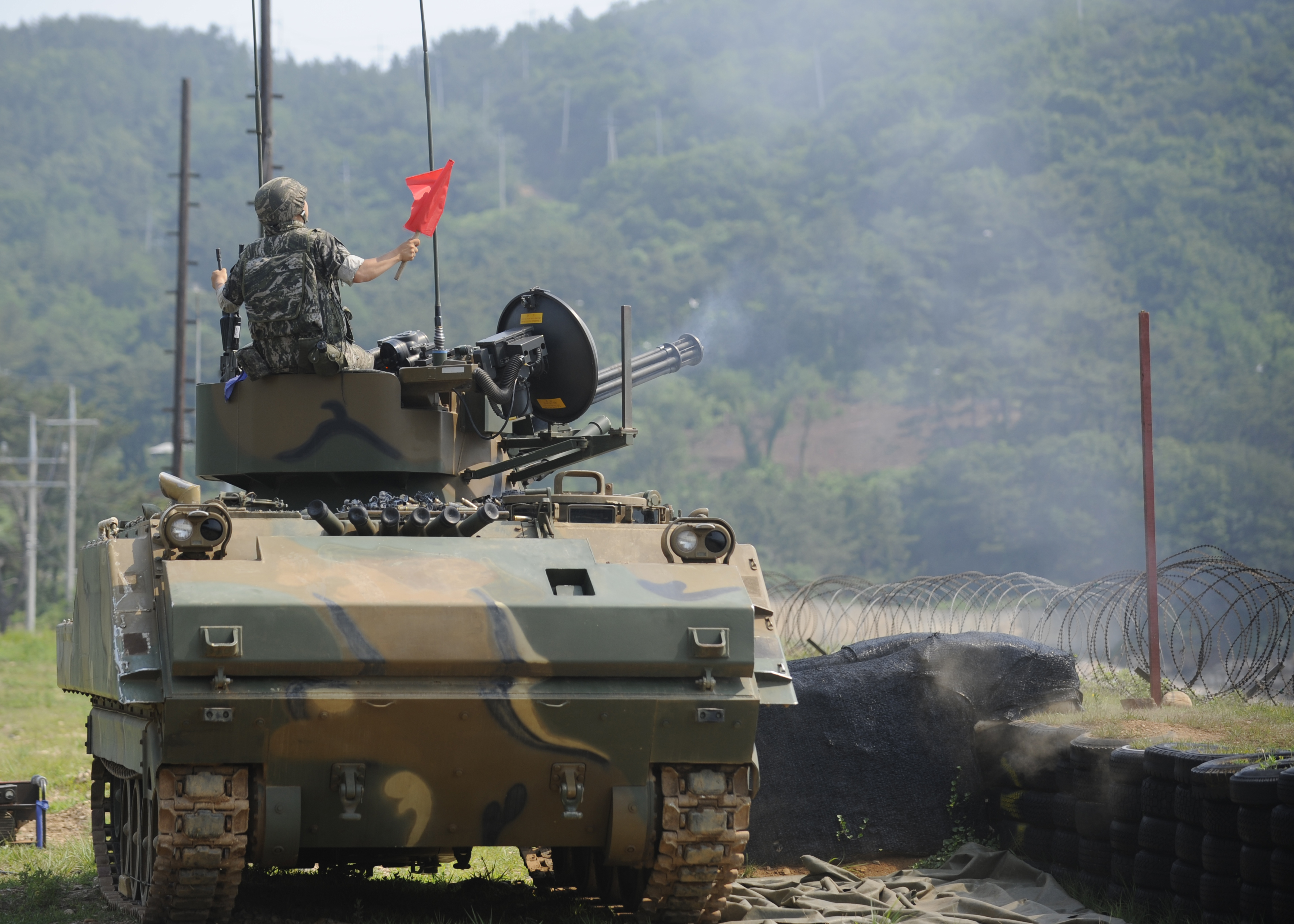
Un M163 de l'Armée de terre de la République de Corée en 2015.

### Données techniques
| Modèle                     | M163A1      |
| -------------------------- | ----------- |
| Longueur hors tout         | 4,86 m      |
| Largeur hors tout          | 2,85 m      |
| Hauteur                    | 2,92 m      |
| Garde au sol               | 0,41 m      |
| Longueur de contact au sol | 2,67 m      |
| Masse en ordre de combat   | 12 493 kg   |
| Pression au sol            | 0,61 kg/cm2 |

| Modèle                                 | M163A1                                                                         |
| -------------------------------------- | ------------------------------------------------------------------------------ |
| Motorisation                           | General Motors 6V53 6 cylindres en V (5 211 cm3) à refroidissement par liquide |
| Puissance brute                        | 212 hp à 2 800 tours par minute                                                |
| Puissance massique brute               | 15,4 hp/t                                                                      |
| Transmission                           | Allison TX-100 trois vitesses avant et une arrière.                            |
| Suspension                             | barres de torsion                                                              |
| Type de carburant                      | gazole MIL-VV-F-800                                                            |
| Contenance des réservoirs de carburant | 360 L                                                                          |
| Vitesse maximale sur route             | 64 km/h                                                                        |
| Vitesse maximale dans l’eau            | 6 km/h                                                                         |
| Autonomie sur route                    | env. 483 km                                                                    |
| Franchissement hauteur                 | 0,61 m                                                                         |
| Franchissement largeur                 | 1,68 m                                                                         |
| Franchissement profondeur              | flotte                                                                         |
| Franchissement pente                   | 60%                                                                            |
| Rayon de braquage                      | 7,92 m                                                                         |

| Modèle             | M163A1                                                                       |
| ------------------ | ---------------------------------------------------------------------------- |
| Type               | plaques de blindage en aluminium laminé 5083/5086 H32 assemblées par soudure |
| Caisse glacis haut | 38 mm à 45°                                                                  |
| Caisse glacis bas  | 38 mm à 30°                                                                  |
| Caisse côtés haut  | 44 mm à 0°                                                                   |
| Caisse côtés bas   | 32 mm à 0°                                                                   |
| Caisse arrière     | 38 mm à 9°                                                                   |
| Caisse toit        | 38 mm à 90°                                                                  |
| Plancher           | 29 mm à 90°                                                                  |

| Modèle                                          | M163A1                                                                                  |
| ----------------------------------------------- | --------------------------------------------------------------------------------------- |
| Armement principal                              | 1x canon M168 de 20 mm avec monture M157A1                                              |
| Traverse/Élévation armement principal (vitesse) | 360° électrique (75°/s) / -5° à +80° électrique (60°/s)                                 |
| Cadence de tir armement principal               | 3000 tirs/m ou 1000 tirs/m                                                              |
| Munitions armement principal                    | 2100 obus de 20 mm                                                                      |
| Viseur armement principal                       | guidage par radar AN/VPS-2, optiques M61, AN/TVS-2B (vision de nuit) et télescope M134. |
| Autre armement                                  | 4x M16A1 (800 cartouche de 5,56 mm OTAN)                                                |